# Survivor: Nicaragua
Survivor: Nicaragua es la vigésimo primera temporada del reality show estadounidense Survivor de la cadena CBS. La serie fue transmitida durante el otoño 2010–2011 del Hemisferio Norte a las 8 p. m. los miércoles por primera vez desde la temporada de Survivor: Borneo.
La ubicación de Nicaragua fue anunciada en la conclusión de la temporada de Survivor: Heroes vs. Villains. También la vigésimo segunda temporada será transmitida desde Nicaragua, y tanto como la 21 y 22 temporadas serán filmadas cerca de San Juan del Sur.

## Programa
El reality consistió, al igual que las otras temporadas, en filmar la vida cotidiana de 20 concursantes que compitieron por sobrevivir en las playas de San Juan del Sur, en el departamento de Rivas, por aproximadamente 40 días sin alimento ni refugio. Los concursantes fueron divididos inicialmente en dos tribus que competirán (por premios o inmunidad) de acuerdo a su edad: los menores de 30 años formaron la tribu de "La Flor" y los mayores de 40 la tribu de "La Espada", siendo la novedad de la temporada este enfrentamiento entre jóvenes y adultos. Entre los desafíos se dieron juegos de habilidades, estrategia y resistencia. El último concursante en permanecer, Jud "Fabio" Birza (el ganador más joven de todas las temporadas de Survivor con 21 años), se hizo del título de "el Único Sobreviviente" recibiendo un premio de un millón de dólares.

## Concursantes
| Concursante                                   | Tribus Originales | Tribus Cambiadas | Tribu fusionada | Final                                          | Votos Totales |
| --------------------------------------------- | ----------------- | ---------------- | --------------- | ---------------------------------------------- | ------------- |
| Wendy DeSmidt-Kohlhoff 48, Fromberg, MT       | Espada            |                  |                 | 1.ª expulsada Día 3                            | 9             |
| Shannon Elkins 30, Lafayette, LA              | La Flor           |                  |                 | 2.º expulsado Día 6                            | 7             |
| Jimmy Johnson 67, Islamorada, FL              | Espada            |                  |                 | 3.er expulsado Día 8                           | 8             |
| James "Jimmy T." Tarantino 48, Gloucester, MA | Espada            |                  |                 | 4.º expulsado Día 11                           | 5             |
| Tyrone Davis 42, Inglewood, CA                | Espada            | Espada           |                 | 5.º expulsado Día 14                           | 6             |
| Kelly Bruno 26, Durham, NC                    | La Flor           | La Flor          |                 | 6.ª expulsada Día 15                           | 8             |
| Yve Rojas 41, Kansas City, MO                 | Espada            | Espada           |                 | 7.ª expulsada Day 15                           | 7             |
| Jill Behm 43, Erie, PA                        | Espada            | La Flor          |                 | 8.ª expulsada Day 18                           | 3             |
| Alina Wilson 23, Downey, CA                   | La Flor           | Espada           | Libertad        | 9.ª expulsada 1.er miembro del jurado Day 22   | 10            |
| Marty Piombo 48, Mill Valley, CA              | Espada            | La Flor          | Libertad        | 10.º expulsado 2.º miembro del jurado Day 24   | 15            |
| Brenda Lowe 27, Miami, FL                     | La Flor           | La Flor          | Libertad        | 11.ª expulsadat 3.er miembro del jurado Day 27 | 13            |
| NaOnka Mixon 27, Los Ángeles, CA              | La Flor           | Espada           | Libertad        | abandono 4.º miembro del jurado Day 28         | 3             |
| Kelly Shinn 20, Mesa, AZ                      | La Flor           | La Flor          | Libertad        | abandono 5.º miembro del jurado Day 28         | 0             |
| Ben "Benry" Henry 24, Los Ángeles, CA         | La Flor           | Espada           | Libertad        | 12.º expulsado 6.º miembro del jurado Day 32   | 5             |
| Jane Bright ✟ 56, Jackson Springs, NC         | Espada            | La Flor          | Libertad        | 13.ª expulsada 7.º miembro del jurado Day 36   | 11            |
| Dan Lembo ✟ 63, Water Mill, NY                | Espada            | Espada           | Libertad        | 14.º expulsado 8.º miembro del jurado Day 37   | 9             |
| Holly Hoffman 44, Eureka, SD                  | Espada            | Espada           | Libertad        | 15.ª expulsada 9.º miembro del jurado Day 38   | 4             |
| Matthew "Sash" Lenahan 30, New York, NY       | La Flor           | La Flor          | Libertad        | 2nd Runner-Up                                  | 1             |
| Chase Rice 24, Fairview, NC                   | La Flor           | Espada           | Libertad        | Runner-Up                                      | 1             |
| Jud "Fabio" Birza 21, Venice, CA              | La Flor           | La Flor          | Libertad        | Sole Survivor                                  | 2             |

Los votos totales son el número de votos que un náufrago ha recibido durante los Consejos Tribales, en la cual el náufrago es elegible para quedar fuera del juego. No incluye los votos recibidos durante la final del Consejo Tribal..